# Norwood Park (Chicago)
Pour le parc à Londres, voir Norwood Park.

Situation de Norwood Park dans la ville de Chicago

Norwood Park est l'un des 77 secteurs communautaires de la ville de Chicago, dans l'Illinois, aux États-Unis.